# Крушини-Шляхецькі
Крушини-Шляхецькі (пол. Kruszyny Szlacheckie) — село в Польщі, у гміні Боброво Бродницького повіту Куявсько-Поморського воєводства.
Населення — 269 осіб (2011).
У 1975-1998 роках село належало до Торунського воєводства.

## Демографія
Демографічна структура станом на 31 березня 2011 року:
|          | Загалом | Допрацездатний вік | Працездатний вік | Постпрацездатний вік |
| -------- | ------- | ------------------ | ---------------- | -------------------- |
| Чоловіки | 139     | 25                 | 94               | 20                   |
| Жінки    | 130     | 38                 | 60               | 32                   |
| Разом    | 269     | 63                 | 154              | 52                   |